# Francesco Vanni
Francesco Vanni, född 1563 i Siena, död 26 oktober 1610 i Siena, var en italiensk målare under manierismen och ungbarocken. Han var influerad av Rafaels, Baroccis och Carraccis måleri. Han var far till Michelangelo Vanni och Raffaello Vanni.

## Biografi
I Rom arbetade Vanni med Ventura Salimbeni, Bartolomeo Passerotti och Andrea Lilio. Påve Clemens VIII uppdrog åt Vanni att måla en altartavla för Peterskyrkan – Den helige Petrus bestraffar Simon Magus, senare överförd till mosaik. Vanni utförde målningar för flera av Roms kyrkor, bland annat Den heliga Cecilias död för Santa Cecilia in Trastevere.
I Siena utförde Vanni verk för bland annat Sant'Agostino och Santa Maria dei Servi.

## Bilder
| - Kristus vid gisselkolonnen. - Madonnan och Barnet med den heliga Lucia. - Den heliga Familjen. |